# 屠鑣
屠鑣（1530年—？），字希文，號少谷，浙江嘉興府嘉興縣人，民籍，明朝政治人物。

## 生平
嘉靖三十一年（1552年）壬子科浙江鄉試第二十一名舉人。嘉靖三十五年（1556年）中式丙辰科三甲第九十二名進士。礼部观政，授直隶婺源县知县，三十七年致仕，卒。

## 家族
曾祖屠衡；祖父屠旭；父屠蘭。嫡母殳氏；生母沈氏。兄屠錬（大使）、屠镃（县丞）、屠鑰（布政司都事）、弟屠鋐（生员）。
子元沾、元澤。